# USS Spadefish (SS-411)
Pour les autres navires du même nom, voir USS Spadefish.
L'USS Spadefish (SS/AGSS-411) est un sous-marin de classe Balao construit pour l'United States Navy pendant la Seconde Guerre mondiale.
Construit au chantier naval Mare Island Naval Shipyard à Vallejo, sa quille est posée le 27 mai 1943, il est lancé le 8 janvier 1944, parrainé par Mme Francis W. Scanland et mis en service le 9 mars 1944, sous le commandement du Commander Gordon Waite Underwood (en).

## Première patrouille, juillet-septembre 1944
Après des essais et sa formation initiale achevée, le Spadefish appareille de San Francisco pour Pearl Harbor le 14 juin 1944, qu'il atteint huit jours plus tard. Le 23 juillet 1944, il quitte Pearl Harbor pour sa première patrouille de guerre, formant une Rudeltaktik en compagnie de ses sisters-ship USS Picuda et USS Redfish. Il reçurent l'ordre de patrouiller en mer de Chine méridionale, au nord-ouest de Luçon, dans les Philippines.
Le 19 août 1944, le Spadefish torpille et coule le transport de troupes japonais Tamatsu Maru à l'ouest de Luçon. Avec 4 890 morts, la catastrophe du Tamatsu Maru est le quatrième naufrage japonais le plus meurtrier de la Seconde Guerre mondiale. Trois jours plus tard, le sous-marin torpille et endommage le pétrolier japonais Hakko Maru No. 2 dans le détroit de Luçon, se dirigeant ensuite vers Saipan pour se réapprovisionner et reprendre sa patrouille qui l'amène dans les eaux à l'est de Formose.
Le 8 septembre 1944, alors qu'il opère à l'est de l'archipel Ryūkyū, le Spadefish localise un convoi de huit cargos. Tirant un total de 20 torpilles, il coule le transport de troupes Shokei Maru, le cargo Shinten Maru, les marchands Nichiman Maru et Nichian Maru. Le 24 septembre, le Spadefish atteint Pearl Harbor après avoir coulé six navires ennemis pour un total de plus de 31 500 tonnes. Avec un supplément 33 000 tonnes coulés par ses deux sisters-ship, l'attaque coordonnée de groupe comptabilise un total de 13 navires, totalisant environ 64 000 tonnes.

## Seconde patrouille, octobre – décembre 1944

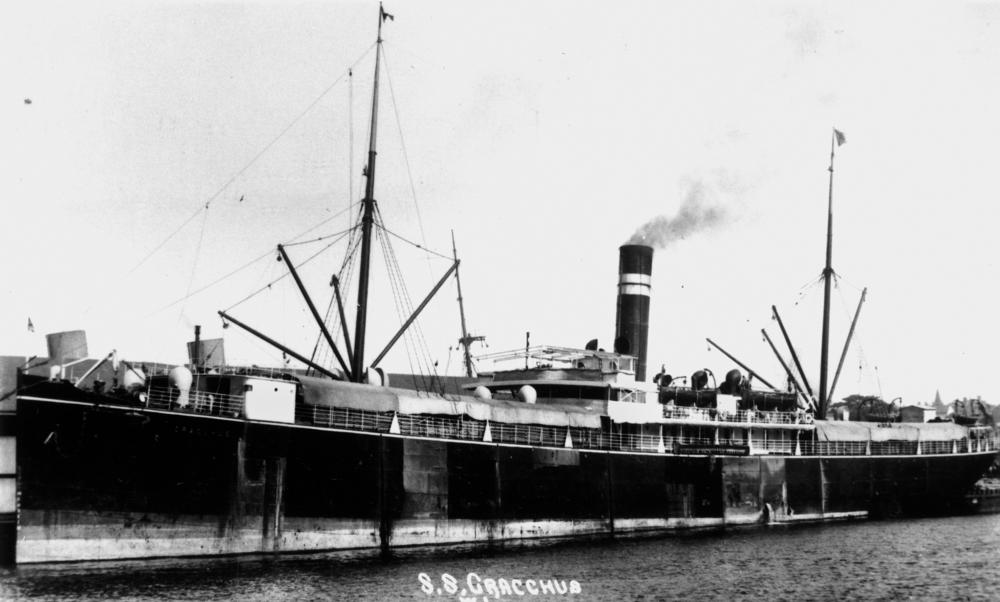
Le cargo Daiboshi Maru No. 6 (ex-Gracchus, anciennement navire britannique) avant 1923. Il sera coulé par le Spadefish en mer Jaune en novembre 1944.

Le 23 octobre 1944, il appareille de Pearl Harbor pour sa seconde patrouille de guerre, formant une Rudeltaktik en compagnie des USS Sunfish et USS Peto. Le groupe reçoivent l'ordre de patrouiller en mer de Chine orientale et en mer Jaune.
Le 14 novembre, le Spadefish torpille et coule le cargo japonais SS Gyōkū Maru (en) en mer Jaune. Trois jours plus tard, il localise un convoi ennemi, au cours duquel il torpille et coule le porte-avions d'escorte japonais Shinyo et endommage le navire de débarquement japonais Shinshu Maru à environ 140 milles marins au nord-est de Shanghai, en Chine. Le 18 novembre, il endommage le chasseur de sous-marin Cha 156 en mer de Chine orientale, et le 29 novembre, torpille et coule le marchand Daiboshi Maru No.6 en mer Jaune, au large de la côte ouest de la Corée. Le 12 décembre 1944, l'USS Spadefish atteint Majuro, achevant sa deuxième patrouille de guerre.

## Troisième patrouille, janvier – février 1945
Sa troisième patrouille débute le 6 janvier 1945 au départ de Majuro, en compagnie des USS Pompon, USS Atule, et USS Jallao avec pour ordre de patrouiller en mer Jaune. Le 28 janvier, le Spadefish intercepte un convoi ennemi et coule la frégate japonaise Kume ainsi que le transport d'hydravions Sanuki Maru. Trois navires d'escorte ennemis se mirent à la recherche du sous-marin, sans succès.
Le 4 février 1945, il torpille et coule le marchand Tairai Maru en mer Jaune, au large de la côte ouest de la Corée. Deux jours plus tard, il envoie par le fond le marchand japonais Shohei Maru, à seulement cinq milles de Port Arthur. Il est attaqué sans succès par des charges de profondeur larguées d'un avion japonais, rejoignant Guam le 13 février.

## Quatrième patrouille, mars – avril 1945
William Joseph Germershausen, Jr. prend le commandement du sous-marin le 26 février 1945. Le Spadefish appareille de Guam le 15 mars 1945 pour sa 4e patrouille de guerre, recevant l'ordre d'opérer en mer de Chine orientale et en mer Jaune. Le 23 mars, il torpille et coule le transport de troupes Doryu Maru à environ 120 milles marins au nord-nord-ouest d'Amami O Shima, avant de faire route vers le nord du détroit de Tsushima, où il effectue une mission de reconnaissance en vue de déterminer la présence de champs de mines. Le 1er avril, il coule avec son artillerie une goélette japonaise au sud de la Corée et une semaine plus tard, une jonque à trois mâts japonaise. Le 8 avril, le submersible torpille et coule le marchand Ritsu Go au large de la côte ouest de la Corée, coulant le dragueur de mines auxiliaire japonais Hinode Maru No.17 au large de Tokckok-Kundo trois jours plus tard. Le 21 avril 1945, il achève sa quatrième patrouille lorsqu'il atteint Guam.

## Cinquième patrouille, juin – juillet 1945

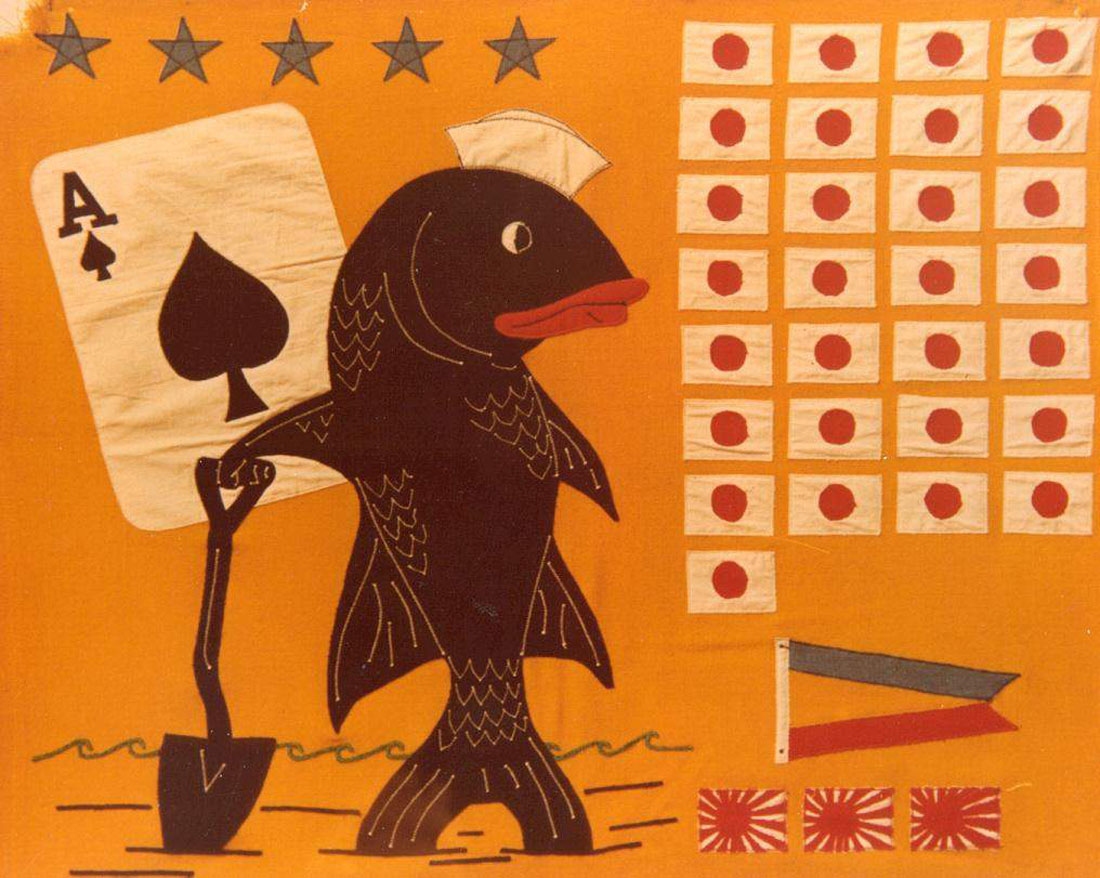
Drapeau de bataille du Spadefish.

Équipé d'un nouveau dispositif de détection des mines, il entame sa cinquième patrouille de guerre le 27 mai 1945, rejoignant huit autres sous-marins américains en pénétrant dans les champs de mines du détroit de Tsushima, en mer du Japon. Le 10 juin 1945, alors qu'il opère à l'ouest d'Hokkaido, le Spadefish torpille et coule le marchand Daigen Maru No. 2 au large d'Otaru, le transport de troupes Unkai Maru No. 8 au large de Shakotan Mizaki et le cargo de l'armée japonaise Jintsu Maru.
À l'aube du 12 juin 1945, toujours à l'ouest d'Hokkaido, le Spadefish coule avec son artillerie un sampan japonais, plus tard dans la journée un chalutier japonais, le navire garde-côtes Daido Maru et enfin un autre chalutier japonais en soirée. Le lendemain, il torpille et coule accidentellement le navire à passagers russe Transbalt à l'ouest du détroit de La Pérouse avant de couler le jour suivant le cargo Seizan Maru au large de l'ouest de Sakhaline. Dans la nuit du 17 juin 1945, le sous-marin torpille et coule le mouilleur de mines auxiliaire Eijo Maru au large de Matsuta Misaki (Hokkaido). Il rejoint ensuite les autres sous-marins américains se retirant de la mer du Japon, étant de retour à Pearl Harbor le 4 juillet.

## Fin de service
Le Spadefish préparait une autre patrouille de guerre qui sera annulée en raison de la capitulation du Japon le 2 septembre. Il appareille de Pearl Harbor le même jour et rejoint le chantier naval de Mare Island, où il est désarmé le 3 mai 1946 et placé en réserve. Reclassifié comme sous-marin auxiliaire AGSS-411 le 6 novembre 1962, il est radié du Naval Vessel Register le 1er avril 1967 et vendu pour la démolition en 1969.
Le Spadefish a reçu quatre battle stars pour son service dans la Seconde Guerre mondiale.

## Dans la culture populaire
Le Spadefish est l'un des plusieurs sous-marins (avec les USS Tang, Bowfin, Growler, et Seawolf) dont les patrouilles de guerre peuvent être reconstituées dans le jeu Silent Service de MicroProse en 1985 et dans les différents ports du jeu, dont le système de divertissement Konami, sortie sous la Nintendo Entertainment System.